# ريتشارد كوغان (شخصية أعمال)
ريتشارد كوغان (بالإنجليزية: Richard Kogan)‏ هو شخصية أعمال أمريكي، ولد في 1941 في نيويورك في الولايات المتحدة.